# Erikka Rodrigues
Érica Augusta Pereira Rodrigues (Diadema, 21 de janeiro de 1981), mais conhecida pelo nome artístico Erikka (antigo Erikka Rodrigues) é uma cantora e compositora brasileira de música pop e sertaneja.

## Carreira
Erikka Rodrigues nasceu e foi criada em Diadema, Região do Grande ABC em São Paulo. Embora quando pequena fosse muito tímida, sua paixão sempre foi cantar. Seu pai trabalhava como uma espécie de empresário que vendia shows sertanejos; e ela costumava cantar em uma igreja católica próxima de sua casa. Além disso, a influência da música mineira também falou alto por meio de suas viagens com a família à cidade de Ipanema, no interior de Minas Gerais. Veio a adolescência e ela começou a trabalhar como operária em uma empresa de componentes eletrônicos. Mas não deixava de alimentar o sonho de ser cantora, de viver de música. Em 2000, participou de um concurso de karaokê em um shopping de Diadema e saiu vencedora, entre 526 candidatos. Pouco tempo depois, ela despontou no cenário nacional como Erika (ou Érika) Rodrigues, ao participar do Programa Raul Gil (Rede Record).
Em março de 2002, assinou com a Luar Music e gravou seu primeiro CD, "Perdida de Amor", de músicas românticas. O CD foi distribuído nacionalmente pela Warner Music e vendeu mais de 80 mil cópias.
Revelando sua versatilidade, em 2010 elaborou o projeto "Erikka Supernova", de música eletrônica, junto à gravadora Warner Music. Por conta disso, ela lançou quatro singles eletrônicos e rodou o Brasil em turnê pelas principais baladas e casas de show até meados de 2012.
Em 2012, após ser contratada para um show na Feira agropecuária em que seu pai trabalhara, agenciando espetáculos, Erikka decidiu dedicar sua carreira à música sertaneja, resgatando assim suas origens e agregando todo o seu aprendizado das apresentações anteriores, como  a dança e a sonoridade pop, consolidando assim uma nova etapa na carreira. A música "Só Que Não", com lançamento digital pela Sony Music em janeiro de 2013, marcou a volta da cantora ao estilo que sempre a influenciou e a colocou no cenário musical: o Sertanejo.
No começo de 2014, lançou a canção "Cara de Rica", que faz parte da trilha sonora da telenovela Império. A canção tornou-se um bordão nacional nas redes sociais com a hashtag Faz Cara de Rica (#FazCaraDeRica). Em dezembro de 2015, o videoclipe oficial da canção no YouTube já tinha contabilizado mais de 10 milhões de visualizações.
Em 2015, lançou sua turnê "Cara de Rica". Foi a madrinha oficial do primeiro Campeonato Mundial de Karaokê, o KWC Brasil (versão brasileira do Karaoke World Championships), e também apresentou o evento em 2016 e 2017.

## Discografia

### Singles
- 2010 - Aumenta o Som Que Eu Vou Dançar (Supernova)[11]
- 2011 - Soul de Verão (versão Nelson Motta) (Supernova)
- 2011 - Quarto Desarrumado (Supernova)
- 2011 - Bandida (Supernova)
- 2013 - Só Que Não
- 2014 - Cara de Rica
- 2014 - O Quinto Elemento
- 2014 - Muvuca
- 2015 - Chora no Meu Boy
- 2016 - Miga Sua Lokka
- 2018 - Tiro
- 2019 - Sentimento Cadê Você #31
- 2020 - DVD Show Bar

### Álbuns de Estúdio
| Ano  | Detalhes | Ref.         |
| ---- | --- | ------------ |
| 2002 | Perdida de Amor - Lançamento: 6 de junho de 2002 - Gravadora(s): Luar Music, Warner Music Group - Formato(s): CD, download digital | [ 1 ] [ 12 ] |

### Extended Play (EP)
| Ano  | Detalhes | Ref.   |
| ---- | --- | ------ |
| 2014 | O Quinto Elemento - Lançamento: 11 de fevereiro de 2014 - Gravadora(s): Sony Music Entertainment - Formato(s): Download digital | [ 13 ] |

### Participações especiais
| Ano  | Trabalho | Nota                                                | Ref.   |
| ---- | --- | --------------------------------------------------- | ------ |
| 2002 | "Um Dia de Domingo" part. André Leono                                                                               | CD Quem Sabe Canta, Quem Não Sabe Dança             | [ 14 ] |
| 2002 | "Minha Pequena Luz" (versão de Lady Shine) part. Leilah Moreno, Alessandra Rangel, Karen Ito, Melissa e Kelly Moore | CD Quem Sabe Canta, Quem Não Sabe Dança             | [ 14 ] |
| 2005 | "Vai Me Proteger" (versão de The Prayer) part. Agnaldo Rayol                                                        | CD/DVD Agnaldo Rayol - 50 Anos Depois               |        |
| 2006 | "Sonda-me" part. Padre Marcelo Rossi                                                                                | Especial de Natal Programa Raul Gil                 |        |
| 2013 | "Somewhere" part. Agnaldo Rayol                                                                                     | CD/DVD Agnaldo Rayol e Amigos - Ao Vivo em Alto Mar | [ 15 ] |

## Filmografia

### Televisão
| Ano     | Título                               | Papel                       | Emissora    | Ref.   |
| ------- | ------------------------------------ | --------------------------- | ----------- | ------ |
| 2001–02 | Quem Sabe Canta, Quem Não Sabe Dança | Participante                | Rede Record | [ 1 ]  |
| 2015    | Mulheres Que Brilham                 | Jurada                      | SBT         | [ 16 ] |
| 2015    | Máquina da Fama                      | Elvira, A Rainha das Trevas | SBT         | [ 17 ] |

### Teatro
| Ano     | Título                        | Ref.   |
| ------- | ----------------------------- | ------ |
| 2005    | O Musical dos Musicais        | [ 18 ] |
| 2006–09 | Emoções que o Tempo Não Apaga | [ 19 ] |
| 2009    | Soul Pop Romântica            | [ 18 ] |
| 2012    | Roberto Justus & Convidados   | [ 20 ] |